# Großsteingrab Groß Chüden
Das Großsteingrab Groß Chüden war eine megalithische Grabanlage der jungsteinzeitlichen Tiefstichkeramikkultur bei Groß Chüden, einem Ortsteil von Salzwedel im Altmarkkreis Salzwedel, Sachsen-Anhalt. Das Grab wurde um 1869 zerstört.
Bei der ersten vollständigen Aufnahme aller Großsteingräber der Altmark durch Johann Friedrich Danneil in den 1830er Jahren wurde das Grab übersehen. Auch Eduard Krause und Otto Schoetensack, die in den 1890er Jahren eine erneute Bestandsaufnahme der altmärkischen Großsteingräber durchführten, erwähnten seine Existenz nicht. Es wird lediglich in einem Fundbericht von Karl Gädcke von 1894 genannt, demzufolge es vor etwa 25 Jahren zur Gewinnung von Baumaterial für Fundamente zerstört wurde. Die genaue Lage des Grabes ist nicht überliefert. Auch zu Ausrichtung, Maßen und Grabtyp liegen keine Angaben vor. In der Nähe des Grabes soll sich ein Brandplatz befunden haben.